# Tyburn
Tyburn va ser un petit llogaret situat al comtat de Middlesex, Anglaterra, prop de la ubicació actual del Marble Arch. El nom d'aquest poblat prové dels dos rierols, Tyburn o Ty Bourne, que són afluents del riu Tàmesi. Avui dia aquests rierols estan completament coberts des del seu origen fins a la seva desembocadura en el Tàmesi a la zona de Vauxhall.
En la literatura el nom de Tyburn va ser universalment utilitzat per referir-se a la ubicació principal de les cèlebres forques que tenien un disseny particular, i que van ser emprades al llarg dels segles per executar als criminals de Londres.

## Història
El llogaret era una de les dues jurisdiccions de la parròquia de St. Marylebone, que va ser nomenada així mateix a partir del rierol St. Maylebone i que és una abreviatura de St. Mary’s church by the bourne. Tyburn va ser registrada en el Llibre de Winchester, i s'assentava aproximadament a l'extrem oest del que avui dia és el carrer Oxford Street, en l'encreuament de dues calçades romanes. Les vies antecessores a Oxford Street i Park Lane van ser camins que es dirigien al llogaret, i que eren anomenats Tyburn Road i Tyburn Lane, respectivament.
El poblat de Tyburn tenia molta importància des de temps remots, a causa que albergava un monument conegut com a *Oswulf’s Stone, i que va donar el nom a l'antiga divisió de comtats d'Ossultone a Middlesex. Aquest monument en forma de pedra va ser cobert en 1822, quan es va traslladar el Marble Arch a aquesta àrea, però després es va desenterrar i la hi va recolzar al costat de l'arc. No obstant això, la pedra no se li ha vist des de l'any 1869.

## Forques de Tyburn
Diverses execucions es van dur a terme a Tyburn fins al Segle XVIII, quan es van començar a executar les condemnes a la forca en la Presó de Newgate i en la localitat de Horsemonger Lane Gaol a Southwark. La processó dels presoners fins a la forca de Tyburn s'iniciava a la presó de Newgate, situada a la ciutat de Londres, seguia per l'església St. Giles in the Fields i continuava pel carrer Oxford.

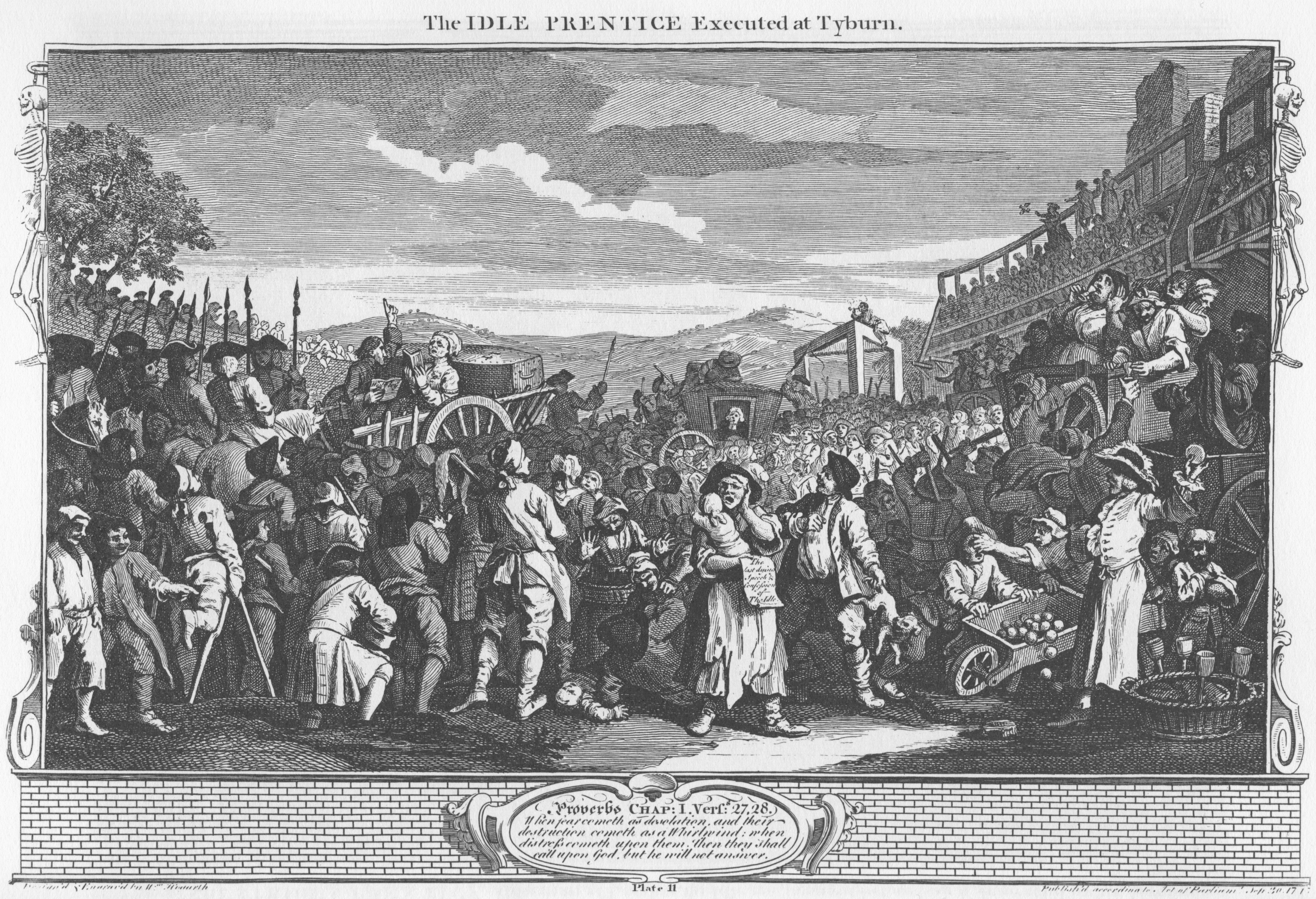
Obra de William Hogarth titulada The Idle 'Prentice Executed at Tyburn, de la serie de gravats Industry and Idleness de 1747.

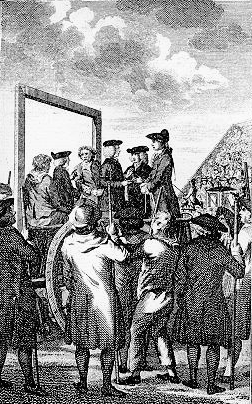
Reverend William Dodd penjat a Tyburn el 27 de juny de 1777.

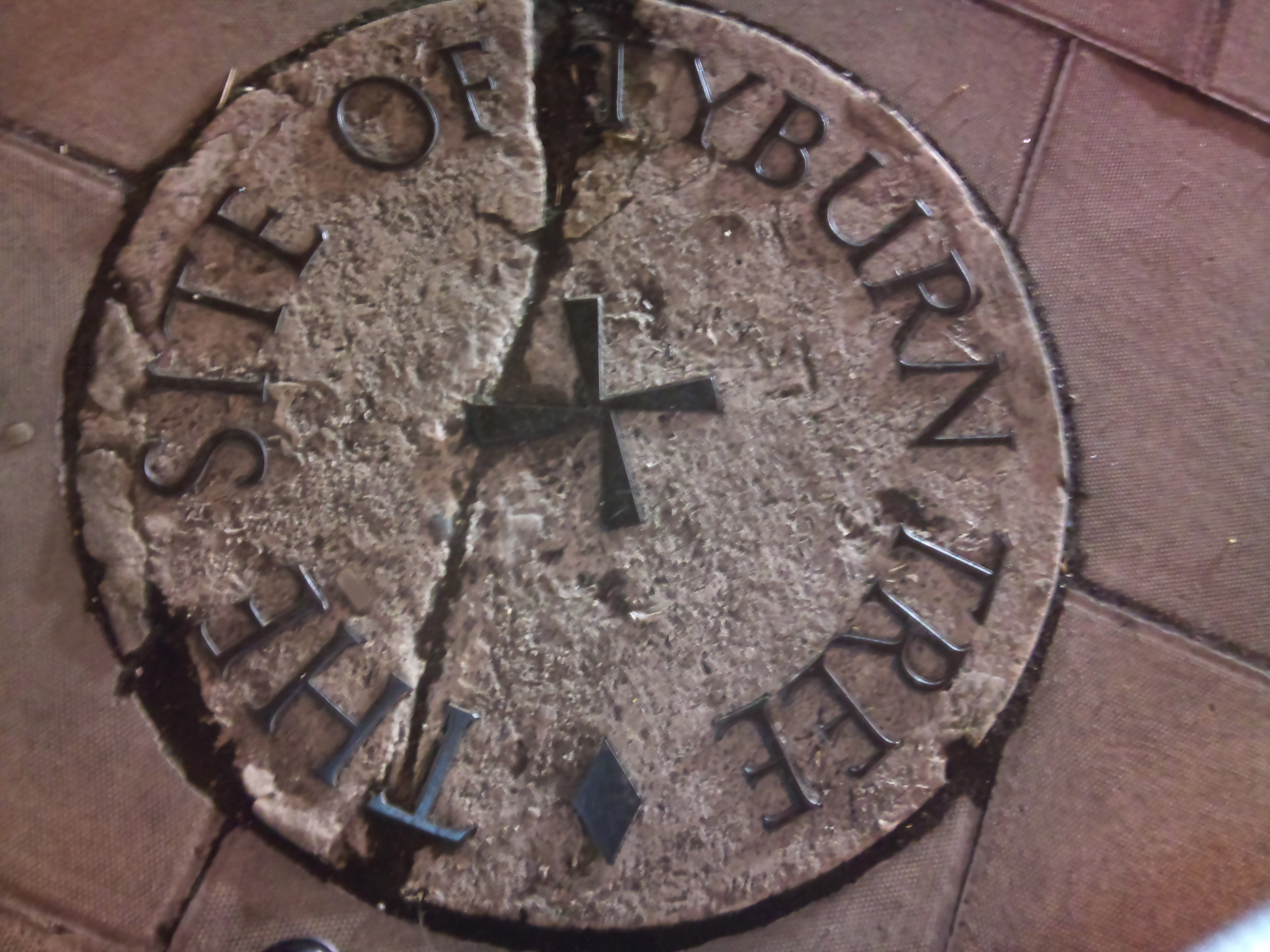
Placa memorial de l'arbre de Tyburn

La primera execució registrada es va realitzar al costat del rierol l'any de 1196, en la que va ser penjat William Fitz Osbern. Osbern va ser conegut com el líder populista de les protestes en contra dels impostos de Londres, va ser arraconat a l'església St. Mary le Bow i després va ser arrossegat nu per un cavall fins a Tyburn, on va ser finalment executat.
En 1571, es va erigir l'«Arbre de Tyburn», situat on ara està situat el Marble Arch. L'Arbre o L'arbre triple era un nou disseny de forca, que estava format d'un triangle horitzontal de fusta sostingut per tres potes (una forca coneguda com el tamboret de tres potes.) En aquest nou tipus de forca, podien ser executats diversos criminals alhora. D'aquesta manera aquestes forques eren usades en certes ocasions per a execucions en massa, com les del 23 de juny de 1649 quan 24 presoners, entre els quals hi havia 23 homes i una dona, van ser penjats simultàniament amb l'ús de vuit carretes.
L'Arbre de Tyburn estava situat al mig de la carretera, i servia com a punt de referència en l'oest de Londres i com un símbol de la llei als viatgers. Després de les execucions, els cossos eren sepultats en els voltants, o en èpoques tardanes eren utilitzats per a autòpsies pels anatomistes.
La primera víctima executada en l'Arbre de Tyburn va ser el Dr. John Story, un catòlic romà que va refusar reconèixer a Elisabet I. Entre altres personatges notables que van ser penjats als segles següents es troben, John Bradshaw, Henry Ireton i Oliver Cromwell, que ja es trobaven morts, i van ser desenterrats per ser penjats en Tyburn sota les ordres de Carles II com una venjança pòstuma per la decapitació del seu pare.
Les execucions eren espectacles públics i extremadament populars, que atreien a multituds. Els vilatans van aprofitar la gran concurrència de gent a aquests esdeveniments en Tyburn, i van instal·lar plataformes perquè els espectadors veiessin les execucions a canvi de diners. En una ocasió les plataformes es van desplomar, causant centenars de ferits i morts. Tanmateix, això no va dissuadir la gent, i les execucions seguien sent considerades com un dia festiu, inclusivament alguns treballadors rebien el dia lliure per assistir. Diversos d'aquests esdeveniments van ser representats artísticament per William Hogarth, especialment en la seva impressió satírica, anomenada The Idle Prentice Executed at Tyburn feta en 1747.
Tyburn era comunament invocat en eufemismes per a la pena capital, per exemple: «Fer un viatge a Tyburn» significava anar al propi forcament, «El Senyor del Feu de Tyburn» es referia al botxí, «Ballar al compàs de Tyburn» al·ludia al procés de ser penjat. Els convictes eren transportats al lloc per mitjà d'una carreta sense coberta des de la presó de Newgate. S'esperava que els criminals utilitzessin el seu vestuari més fi i que morissin amb indolència. La gent aplaudia les morts heroiques, mentre esbroncava qualsevol mostra de feblesa dels condemnats.
Les forques de Tyburn van ser utilitzades per última vegada el 3 de novembre de 1783, quan John Austin, que era un saltador de camins va ser penjat. En l'actualitat el lloc de la forca està marcat per tres triangles de bronze muntats sobre el paviment en la cantonada d'Edgware Road i Baywater Road. De fet, hi ha una placa en el centre d'Edgware Road, en l'encreuament amb Baywater Road. També aquesta ubicació és commemorada pel convent de Tyburn, que és un temple catòlic dedicat a la memòria dels màrtirs executats.
Actualment Tyburn es troba en el punt en què comença Watling Street, la moderna A5, i continua fins a Holyhead. D'acord amb una publicació de 1850, el lloc se situava originalment en el número 49 de Connaught Square.

## Algunes execucions notables
| Nom                                      | Data                   | Causa |
| ---------------------------------------- | ---------------------- | --- |
| Roger Mortimer, I comte de March         | 29 de novembre de 1330 | Acusat d'assumir poder real; penjat sense judici. |
| Sir Humphrey Stafford of Grafton         | 8 de juliol de 1486    | Acusat d'aliar-se amb Ricard III; penjat sense judici sota les ordres de Enric VII. |
| Michael An Gof i Thomas Flamank          | 24 de juny de 1497     | Líders de la primera Rebel·lió de Cornualla de 1497. |
| Perkin Warbeck                           | 23 de novembre de 1499 | Traïció; pretendent al tro d'Enric VII, es va fer passar per Ricard IV, el menor dels dos Prínceps de la Torre. Líder de la segona Rebel·lió de Cornualla de 1497. |
| Elizabeth Barton "The Holy Maid of Kent" | 20 d'abril de 1534     | Traïció; una monja que va predicar que Enric VIII moriria sis mesos després de contreure matrimoni amb Anna Bolena. |
| John Houghton                            | 4 de maig de 1535      | Prior de Charterhouse que refusà aprovar el jurament de divorci d'Enric VIII i Caterina d'Aragó. |
| Thomas Fiennes, IX Baró de Dacre         | 29 de juny de 1541     | Condemnat per estar involucrat en l'assassinat d'un guardaboscs, mentre formava part d'una expedició de caça a les terres de Sir Nicholas Pelham a Laughton. |
| Thomas Culpeper                          | 10 de desembre de 1541 | Un cortesà que va tenir una aventura amb la cinquena esposa d'Enric VIII, la reina Caterina Howard. Inusualment, Culpeper va ser decapitat, una mort que normalment era realitzada en privat a la Torre de Londres. Culpeper i Francis Dereham van ser sentenciats a ser penjats, ofegats i esquarterats, però Enric VIII va commutar la sentència de Culpeper a ser decapitat per la seva antiga amistat amb ell. Infortunadament Dereham va sofrir la sentència completa.. |
| Humphrey Arundell                        | 27 de gener de 1550    | Líder de la rebel·lió de Cornualla contra els anglesos en 1549, també coneguda com (en anglès, Prayer Book Rebellion). |
| Edmund Campion                           | 1 de desembre de 1581  | Catòlic romans, sacerdots i màrtirs. |
| John Adams                               | 8 d'octubre de 1586    | Catòlic romans, sacerdots i màrtirs. |
| Robert Dibdale                           | 8 d'octubre de 1586    | Catòlic romans, sacerdots i màrtirs. |
| John Lowe                                | 8 d'octubre de 1586    | Catòlic romans, sacerdots i màrtirs. |
| Sant Robert Southwell                    | 21 de febrer de 1595   | Catòlic romans, sacerdots i màrtirs. |
| Philip Powell                            | 30 de juny de 1646     | Catòlic romans, sacerdots i màrtirs. |
| John Southworth                          | 28 de juny de 1654     | |
| Robert Hubert                            | 28 de setembre de 1666 | Confessà falsament que inicià el Gran Incendi de Londres. |
| Claude Duval                             | 21 de gener de 1670    | Saltejador. |
| San Oliver Plunkett                      | 1 de juliol de 1681    | Arquebisbe d'Armagh, primat d'Irlanda i màrtir. |
| Jane Voss                                | 19 de desembre de 1684 | Robatori de carreteres, alta traïció, assassinat, i delictes greus. |
| William Chaloner                         | 23 de març de 1699     | Notable encunyador i impostor, condemnant per alta traïció en part gràcies a l'evidència presentada per Isaac Newton. |
| Jack Sheppard "Cavaller Jack"            | 16 de novembre de 1724 | Notable lladre i múltiples fugues. |
| Jonathan Wild                            | 24 de maig de 1725     | Senyor del crim organitzat. |
| William Griffin                          | 9 de maig de 1726      | Sodomia. |
| Gabriel Lawrence                         | 9 de maig de 1726      | Sodomia. |
| Thomas Wright                            | 9 de maig de 1726      | Sodomia. |
| James MacLaine "El cavaller saltejador"  | 3 d'octubre de 1750    | Saltador de camins. |
| Laurence Shirley, IV Senyor de Ferrers   | 5 de maig de 1760      | L'últim noble que va ser penjat per assassinat. |
| William Dodd, Reverend                   | 27 de juny de 1777     | Penjat per cometre frau per pagar els seus deutes. Va ser l'últim individu a ser penjat a Tyburn per frau. |
| Rev. James Hackman                       | 19 d'abril de 1779     | Penjat per l'assassinat de Martha Ray, amant de John Montagu IV, comte de Sandwich. |
| John Austin                              | 3 de novembre de 1783  | Saltador de camins, última persona en ser executada a Tyburn. |